# Bernhard Glass
Bernhard Glass (Stapelburg, 6 november 1957) is een voormalig Duits rodelaar. 
Glass behaalde in 1978 de vijfde plaats op de wereldkampioenschappen. Eén dag voorafgaand aan de Olympische Winterspelen 1980 in het Amerikaanse Lake Placid won Glass de Oost-Duitse kwalificatiewedstrijd en mocht om die reden meedoen aan deze spelen, Glass won uiteindelijk de gouden medaille. Nadat Glass zich niet plaatste voor de Olympische Winterspelen 1984, stopte hij met rodelen. Glass werd coach van onder andere Silke Kraushaar en Tatjana Hüfner.

## Resultaten

### Olympische Winterspelen
| Jaar | Plaats      | Resultaat   |
| ---- | ----------- | ----------- |
| 1980 | Lake Placid | individueel |

1964: Thomas Köhler ·
1968: Manfred Schmid ·
1972: Wolfgang Scheidel ·
1976: Dettlef Günther ·
1980: Bernhard Glass ·
1984: Paul Hildgartner ·
1988: Jens Müller ·
1992: Georg Hackl ·
1994: Georg Hackl ·
1998: Georg Hackl ·
2002: Armin Zöggeler ·
2006: Armin Zöggeler ·
2010: Felix Loch ·
2014: Felix Loch ·
2018: David Gleirscher ·
2022: Johannes Ludwig